# Dagenham & Redbridge Football Club
El Dagenham & Redbridge Football Club es un club de fútbol de Inglaterra en el municipio de Barking y Dagenham en Londres. Fue fundado en 1992 por la fusión de Redbridge Forest F.C. y Dagenham F.C. El equipo juega en la Conference South, el sexto nivel del sistema de la liga de fútbol Inglés.
Los colores tradicionales del equipo son el rojo y el azul, para representar al equipo fusionado.

## Historia
Dagenham & Redbridge F. C. se formó en 1992 tras la fusión de dos clubes Dagenham y Redbridge Forest.  Ambos clubes habían caído en tiempos difíciles debido a la disminución de asistencias. El club puede remontan su ascendencia a 1881 como Redbridge Bosque era una amalgama de tres de los clubes más famosos del juego de aficionados, Ilford, Leytonstone y Walthamstow Avenue Entre los clubes ganaron la FA Trophy una vez, FA Amateur Cup siete veces, Isthmian League 20 veces, seis veces la Athenian League, la Essex Senior Cup 26 veces y la London Senior Cup 23 veces

## Entrenadores
Dagenham & Redbridge ha tenido a siete entrenadores distintos desde su fundación en 1992.
| Desde | Hasta    | Entrenador    |
| ----- | -------- | ------------- |
| 1992  | 1994     | John Still    |
| 1994  | 1995     | Dave Cusack   |
| 1995  | 1996     | Graham Carr   |
| 1996  | 1999     | Ted Hardy     |
| 1999  | 2004     | Garry Hill    |
| 2004  | 2013     | John Still    |
| 2013  | 2015     | Wayne Burnett |
| 2015  | 2018     | John Still    |
| 2018  | Presente | Peter Taylor  |

## Palmarés
| Competición nacional  | Títulos   | Subcampeonatos |
| --------------------- | --------- | -------------- |
| National League (1/0) | 2006–07   |                |
| Isthmian League (1/0) | 1999–2000 |                |
| FA Trophy (0/1)       |           | 1996–97        |